# تصادف اتوبوس ونیز ۲۰۲۳
در ۳ اکتبر ۲۰۲۳، یک اتوبوس از یک روگذر در مستره، ونیز، ایتالیا سقوط کرد و ۲۱ نفر کشته و ۱۸ مجروح برجای‌گذاشت. 

## تصادف

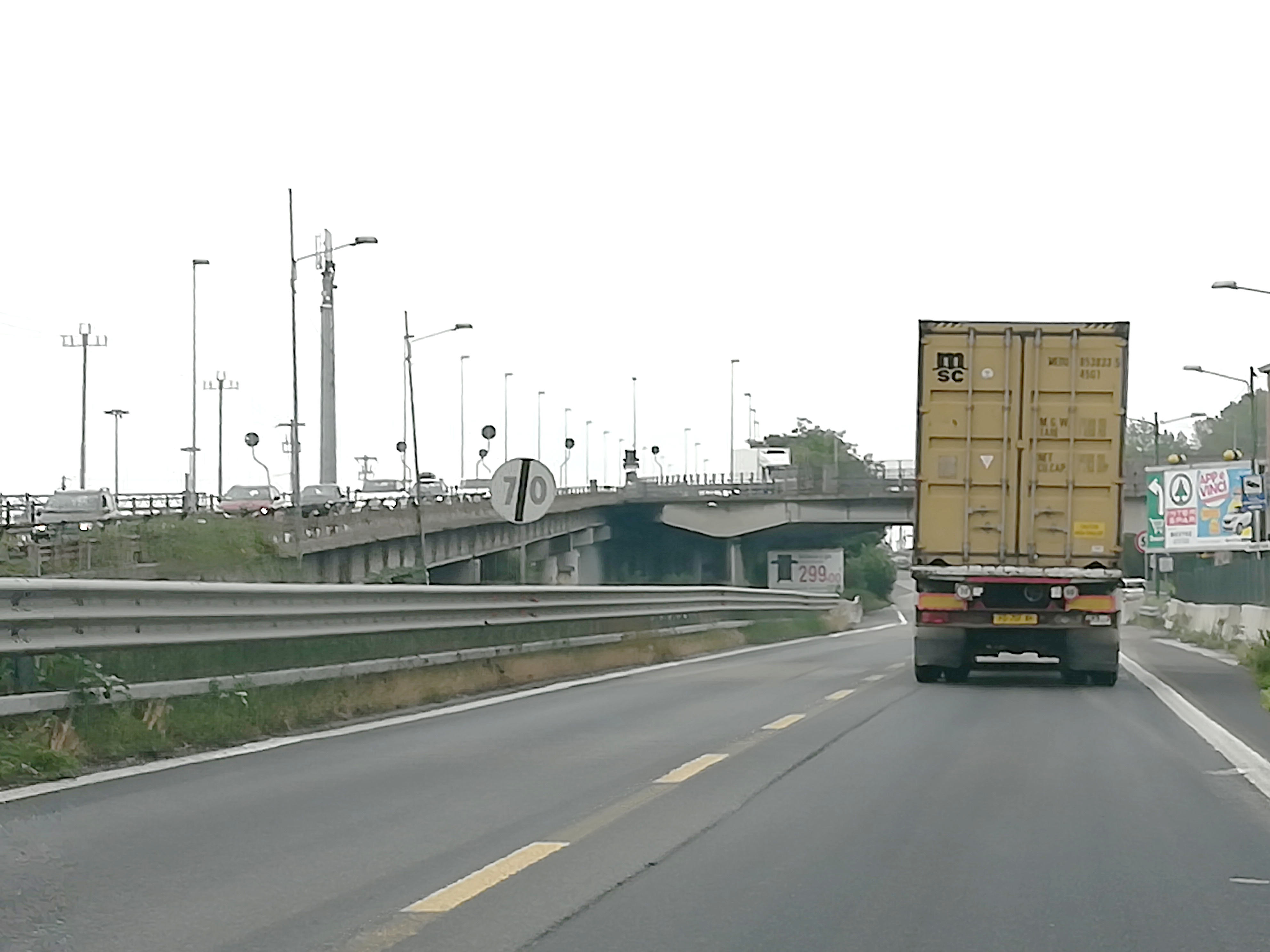
محل حادثه (پل سمت چپ)

این حادثه در ساعت ۱۹:۴۵ س‌ت‌ا‌م زمانی رخ داد که یک اتوبوس در حال انتقال گردشگران از میدان پیاتزاله رما در مرکز تاریخی ونیز به یک اقامتگاه در کومونه مارگرا بود.   شاهدان گفتند که اتوبوس در امتداد حفاظ پل و در بخش سراشیبی‌ آن (جاده مستره به مارگرا و بزرگراه آ۵۷) حدود ۵۰ متر کشیده شده و سپس گاردریل پل را شکاند. اتوبوس حدود ۱۵ متر سقوط کرد، به خطوط برق برخورد کرد و به صورت وارونه فرود آمد (جلوی آن کاملاً له شد) و کمی بعد، آتش گرفت. این حادثه در نزدیکی ایستگاه راه‌آهن ونتزیا مستره پیش آمد.   اتوبوس که توسط یک شرکت محلی برای جابجایی مسافران اجاره شده‌بود، ۱۳ تن وزن و کمتر از یک سال سن داشت. این خودرو برقی بوده و فرمانده آتش‌نشانی که در محل حضور داشت، اعلام کرد که باتری‌های اتوبوس آتش گرفته است. 

یک مشاور ترابری ونیز بعداً اعلام کرد که پل روگذر که  حادثه در آن رخ داد، از سال ۲۰۱۶ نیاز به بازسازی داشته اما این بازسازی که هزینه هفت میلیون یورویی برایش پیش‌بینی شده‌بود، تنها در سپتامبر ۲۰۲۳ و به دلیل مشکلات در یافتن پیمانکار آغاز شد و تا شب حادثه، مجموع بازسازی انجام‌شده به فقط ۴۰۰ متری شکافی با پهنای ۱/۵ متر رسیده بود که اتوبوس از همان شکاف به پایین پرت شد.  

## قربانیان
از ۴۰ سرنشین اتوبوس، دستکم ۲۱ مسافر کشته و ۱۸ نفر دیگر مجروح شدند  که حال نه نفر از آنها وخیم گزارش شده است.  مسئولان گفتند که سه کودک در میان کشته‌شدگان هستند.   در میان کشته‌شدگان، نه اوکراینی، یک خانواده چهار نفره رومانیایی، سه آلمانی، دو پرتغالی، یک خانم باردار کروات، یک نفر اهل آفریقای جنوبی، و راننده چهل‌ساله ایتالیایی     بودند. گزارش شده است که راننده اتوبوس حدود هفت سال تجربه رانندگی داشته است.  مجروحان شامل چهار اوکراینی، دو تبعه اسپانیا، یک کروات، یک فرانسوی و یک تبعه اتریش و همچنین چهار نوجوان بودند.    